# Cinquanta sbavature di nero
Cinquanta sbavature di nero (Fifty Shades of Black) è un film del 2016 diretto da Michael Tiddes.
Si tratta di un film parodia del film drammatico Cinquanta sfumature di grigio, uscito nel 2015.

## Trama
Christian Black introduce la timida studentessa Hannah Steele al mondo del "romanticismo" dopo che lei lo ha intervistato per il suo giornale scolastico. La loro sconvolgente relazione procede in avanti malgrado le carenze di Christian come amante e le manie della madre adottiva razzista Claire, suo fratello benestante Eli e della compagna di stanza ninfomane Kateesha.

## Produzione
Il costo della produzione è di 5 milioni di dollari.

### Riprese
Le riprese sono iniziate l'11 agosto 2015 a Los Angeles.

## Distribuzione
Il film è uscito nelle sale statunitensi il 29 gennaio 2016 mentre in Italia il 18 febbraio dello stesso anno.

## Accoglienza

### Incassi
Il budget del film è di 5 milioni di dollari mentre l'incasso totale è stato di 22227514 $